# Größe einer Sonnenfinsternis
Die Größe (auch Magnitude) einer  Sonnenfinsternis ist ein Maß für den durch den Mond bedeckten Anteil des Sonnendurchmessers an einem bestimmten Ort und Zeitpunkt. Bei einer partiellen oder ringförmigen Finsternis ist dieser Wert kleiner als 1, bei einer totalen Finsternis größer als 1. Während einer Sonnenfinsternis nimmt an einem Ort die Größe der Finsternis langsam zu, erreicht einen Maximalwert und nimmt wieder ab. Die für einen Beobachter an einem geeigneten Ort maximal erreichbare Größe ist eine wichtige Kenngröße und findet sich als „Größe der Finsternis“ in einschlägigen Tabellenwerken.
Für die Größe gibt es neben der üblichen, auch durch die NASA verwendeten Definition eine weitere des Bureau des Longitudes in Paris, die für die partielle Phase übereinstimmende Größen liefert, nicht aber während einer ringförmigen und totalen Verfinsterung.
Eine andere Möglichkeit, das Ausmaß der Verfinsterung zu beschreiben, ist der Bedeckungsgrad, der den Anteil der vom Mond bedeckten Fläche der Sonnenscheibe ausdrückt und als Prozentwert angegeben wird (siehe Sonnenfinsternis).

## Partielle Verfinsterung

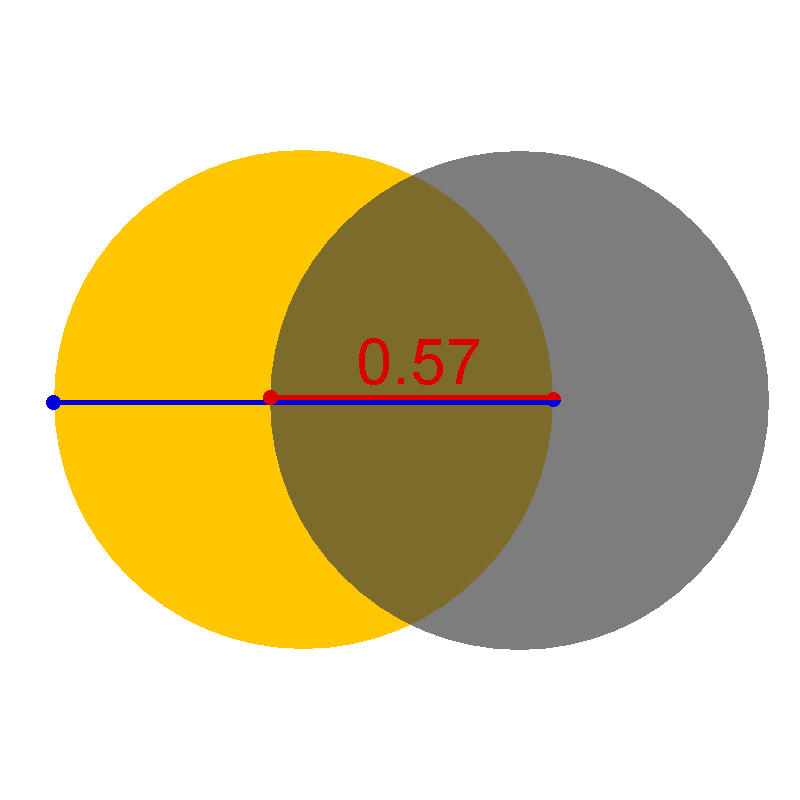
Größe einer partiellen Sonnenfinsternis

Die Größe  einer partiellen Sonnenfinsternis ist das Verhältnis zwischen dem vom Mond bedeckten Teil des Sonnendurchmessers und dem ganzen scheinbaren Durchmesser der Sonne. Da der Mond die Sonne während der partiellen Phase nicht vollständig bedeckt, ist der Wert kleiner als 1.

## Totale oder ringförmige Verfinsterung
Nach der üblichen Definition ist die Größe einer totalen oder ringförmigen Sonnenfinsternis das Verhältnis zwischen den scheinbaren Durchmessern des Mondes und der Sonne. Der Wert ist bei einer totalen Finsternis größer als 1, bei einer ringförmigen Finsternis kleiner als 1.
Diese Definition führt allerdings während des Übergangs von der partiellen zur totalen Phase zu einer Unstetigkeit im Verlauf der Größe: In dem Augenblick, in dem die Totalität beginnt, erreicht die Größe den Wert 1,0 und springt dann auf beispielsweise 1,05.

## Alternative Definition des Bureau des Longitudes

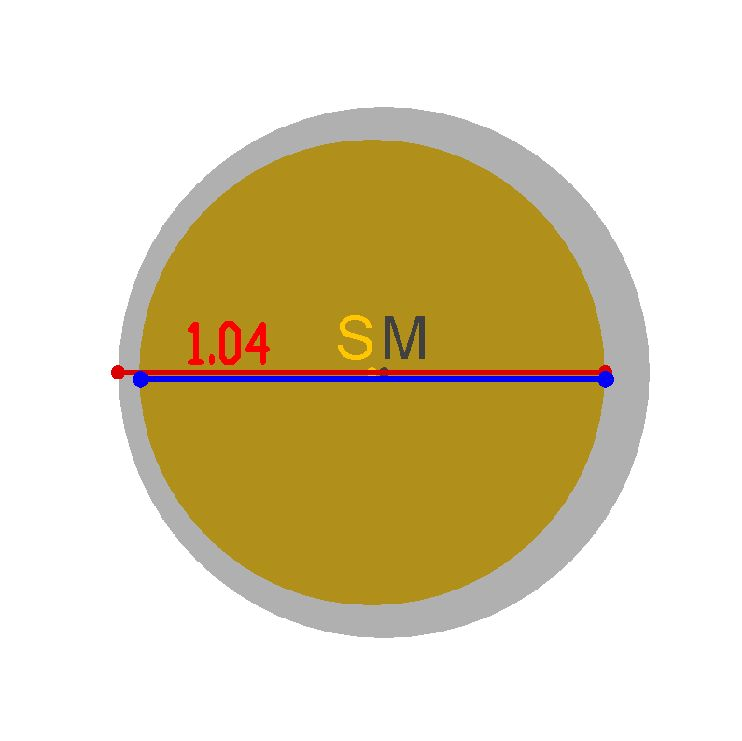
Schematische Darstellung einer totalen Sonnenfinsternis der Größe 1,04 (nach der alternativen Definition)

Nach der Definition des Bureau des Longitudes entspricht die Größe der Länge jener Strecke, welche am zweidimensional betrachteten Himmel durch die Mittelpunkte von Sonnenscheibe und Mondscheibe verläuft und sich von dem der Mitte der Sonnenscheibe nächstgelegenen Rand der Mondscheibe zu dem der Mitte der Mondscheibe nächstgelegenen Rand der Sonnenscheibe erstreckt, ausgedrückt als Verhältnis zum Durchmesser der Sonnenscheibe (siehe Abbildung). Diese Definition liefert während der partiellen Phase dieselben Zahlenwerte wie die erste Definition, vermeidet aber die Unstetigkeit bei Beginn der Totalität.
Die Größe nach dieser Definition liefert auch eine Aussage darüber, wie mittig Mond- und Sonnenscheibe aufeinander liegen. Der Maximalwert ist dabei umso größer, je mittiger Mond- und Sonnenscheibe aufeinander liegen.

## Vergleich beider Definitionen
Beide Definitionen führen während der partiellen Phase auf denselben Zahlenwert, liefern aber für die zentrale Phase unterschiedliche Werte. Da die Standard-Definition bei einer totalen Finsternis den vollen Durchmesser der Mondscheibe in Rechnung stellt, die alternative dagegen von den beiden überstehenden Rändern nur einen, fällt die Größe der Finsternis nach der alternativen Definition kleiner aus als nach der üblichen. Bei einer ringförmigen Finsternis ist es umgekehrt. Dies ist zu berücksichtigen, wenn Angaben aus verschiedenen Quellen verglichen werden sollen. So benutzt die NASA für ihre Finsternistabellen die Standard-Definition, das französische IMCCE (Institut de Mécanique Céléste et de Calcul des Ephémérides) die alternative.
|                            | 1. Juni 2011 partiell | 15. Januar 2010 ringförmig | 22. Juli 2009 total |       |
| -------------------------- | --------------------- | -------------------------- | ------------------- | ----- |
| NASA (Standard-Definition) | 0,6010                | 0,9190                     | 1,0799              | [ 4 ] |
| IMCCE (alternative Def.)   | 0,6014                | 0,9599                     | 1,0404              | [ 5 ] |

Im Falle der partiellen Finsternis stimmen beide Angaben überein (der geringfügige Unterschied ist auf die jeweils verwendeten Ephemeriden und astronomischen Konstanten zurückzuführen). Im Falle der beiden anderen Finsternisse unterscheiden sich die Angaben im erwähnten Sinne. Nach der alternativen Definition ist die Differenz des Maximalwertes zu 1 nur halb so groß wie die Differenz des konstanten Wertes zu 1 bei der Standard-Definition.